# Hanne Krogh

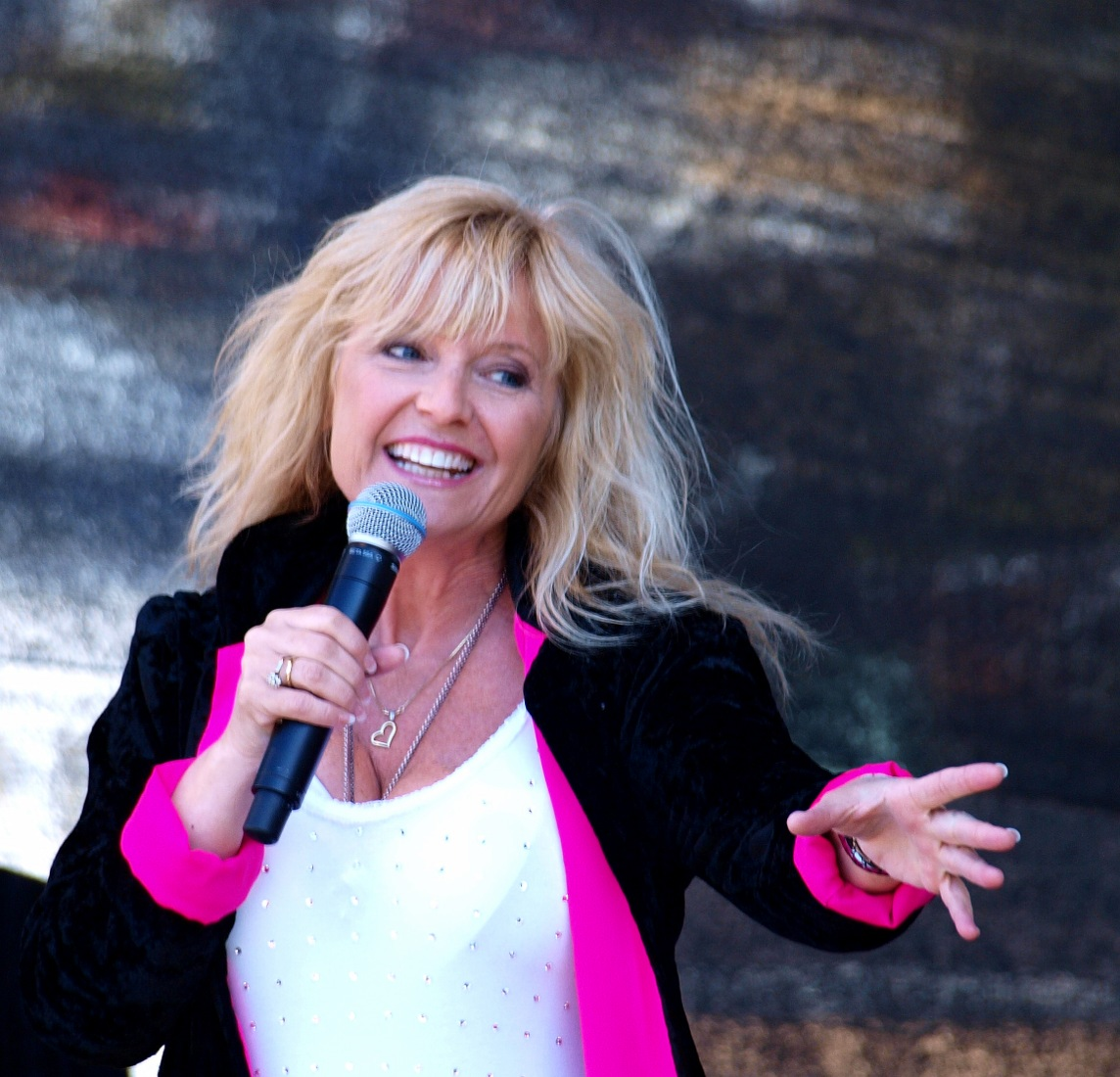
Hanne Krogh (2010)

Hanne Krogh (* 24. Januar 1956 in Haugesund, Norwegen) ist eine norwegische Sängerin.

## Leben und Wirken
Hanne Krogh vertrat bereits 1971 mit dem Lied Lykken er… Norwegen beim Eurovision Song Contest (sie wurde Vorletzte).
Hanne Krogh nahm 1985 am Eurovision Song Contest teil und gewann mit Elisabeth Andreassen als Bobbysocks mit dem Song La det swinge.
1991 wurde Hanne Krogh als Mitglied der Gruppe Just 4 Fun beim Eurovision Song Contest 17.

## Diskografie

### Alben
| Jahr | Titel                            | Höchstplatzierung, Gesamtwochen, AuszeichnungChartsChartplatzierungen (Jahr, Titel, Platzierungen, Wochen, Auszeichnungen, Anmerkungen) | Anmerkungen |
| Jahr | Titel                            | NO | Anmerkungen |
| ---- | -------------------------------- | --- | ----------- |
| 1980 | Nærbilde                         | NO24 (8 Wo.)NO |             |
| 1982 | Alene                            | NO13 (9 Wo.)NO |             |
| 1982 | Select                           | NO37 (1 Wo.)NO |             |
| 1994 | 40 beste                         | NO17 (1 Wo.)NO |             |
| 1995 | Prøysens barnesanger             | NO27 Platin · (15 Wo.)NO |             |
| 1996 | Julestjerner                     | NO19 (5 Wo.)NO |             |
| 1999 | Egners barnesanger               | NO27 (1 Wo.)NO |             |
| 2011 | Vår julekonsert                  | NO21 (7 Wo.)NO |             |
| 2013 | God Jul: Hannes beste julesanger | NO15 (32 Wo.)NO |             |
| 2021 | Julens vakreste                  | NO40 (1 Wo.)NO |             |

### Singles
| Jahr | Titel Album | Höchstplatzierung, Gesamtwochen, AuszeichnungChartsChartplatzierungen (Jahr, Titel, Album, Platzierungen, Wochen, Auszeichnungen, Anmerkungen) | Anmerkungen |
| Jahr | Titel Album | NO | Anmerkungen |
| ---- | ----------- | --- | ----------- |
| 1971 | Lykken er – | NO5 (8 Wo.)NO |             |